# Normalskolekompetens
Normalskolekompetens var ursprungligen en examen som gavs av Normalskolan för flickor i Stockholm. Från 1909 blev det också allmänt en examen efter genomgången flickskola. Kompetensens nivå låg mellan realexamen och studentexamen. Normalskolekompetensen gav behörighet till vissa offentliga anställningar samt vissa utbildningar som Högre lärarinneseminariet och Gymnastiska Centralinstitutet. Normalskolekompetensen upphörde då flickskolorna avskaffades 1964.
1941 kom för första gången normalskolekompetens att tillerkännas pojkar, då fyra elever vid Höglandsskolan i Stockholm erhöll densamma.